# Oriol muntanyenc
L'oriol muntanyenc (Oriolus percivali) és un ocell de la família dels oriòlids (Oriolidae).

## Hàbitat i distribució
Viu a la selva pluvial de les muntanyes del nord-est i est de la República Democràtica del Congo, Uganda, Ruanda, Burundi, oest i centre de Kenya i oest de Tanzània.